# لوران فورنیه
لوران فورنیه (فرانسوی: Laurent Fournier‎؛ زادهٔ ۱۴ سپتامبر ۱۹۶۴) بازیکن سابق و مربی فوتبال اهل فرانسه است.
از باشگاه‌هایی که در آن بازی کرده‌است می‌توان به باشگاه فوتبال المپیک لیون، باشگاه فوتبال سن-اتین، باشگاه فوتبال بوردو، باشگاه فوتبال المپیک مارسی، باشگاه فوتبال پاری سن ژرمن، باشگاه فوتبال باستیا، و باشگاه فوتبال پاری سن ژرمن اشاره کرد.
وی همچنین در تیم ملی فوتبال فرانسه بازی کرده‌است.